# Oghamsteine von Ardcanaght
Die Oghamsteine von Ardcanaght (irisch Clocha Oghaim Aird Chánachta) sind ein Steinpaar (CIIC 246), 1,7 Kilometer westlich von Castlemaine, im Nordwesten des County Kerry, in Irland. Oghaminschriften wurden in Irland zwischen dem 4. und 10. Jahrhundert erstellt.
Die Inschriften von Ardcanaght sind zu fragmentarisch, um sie datieren zu können. Sie wurden in den 1940er Jahren in einem Cillín in Ardcanaght entdeckt und später an den heutigen Standort verlegt.

## Beschreibung
Der große Stein (CIIC 246a) ist etwa 90 cm hoch und trägt laut Robert Alexander Stewart Macalister (1945, S. 241–242) die Inschrift LMCBLTCLLT. Sie wurde mit der vom Gallarus Oratory verglichen, was darauf deutet, dass sie eher magisch als zum Gedenken an eine Person ist.
CIIC 246b ist ein Fragment mit der Inschrift V MAQỊ. „MAQI“ bedeutet „Sohn [von]“ und erscheint häufig auf Ogham-Inschriften.
Die Steine stehen neben einem 1,6 m hohen, 1,0 m breiten und 0,45 m dicken Menhir mit erkennbaren Spiralen auf der unteren Hälfte.
Die Ardcanaght-Steine sind ein Nationaldenkmal.